# 維紹夫格勒
維紹夫格勒是保加利亞的村落，屬大特爾諾沃州。也是帕夫利凱尼區的行政中心。2009年12月人口327人。

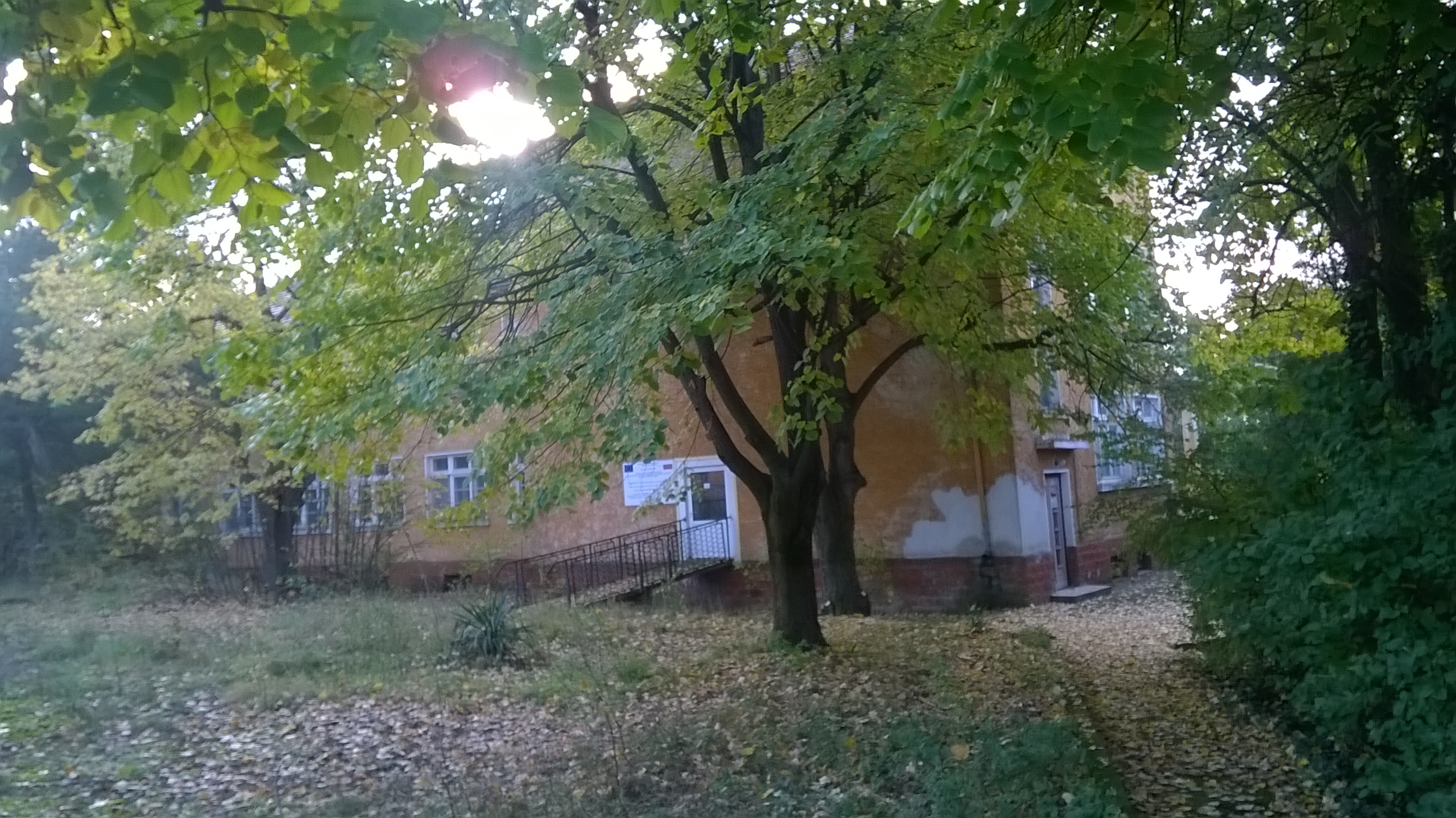
学校
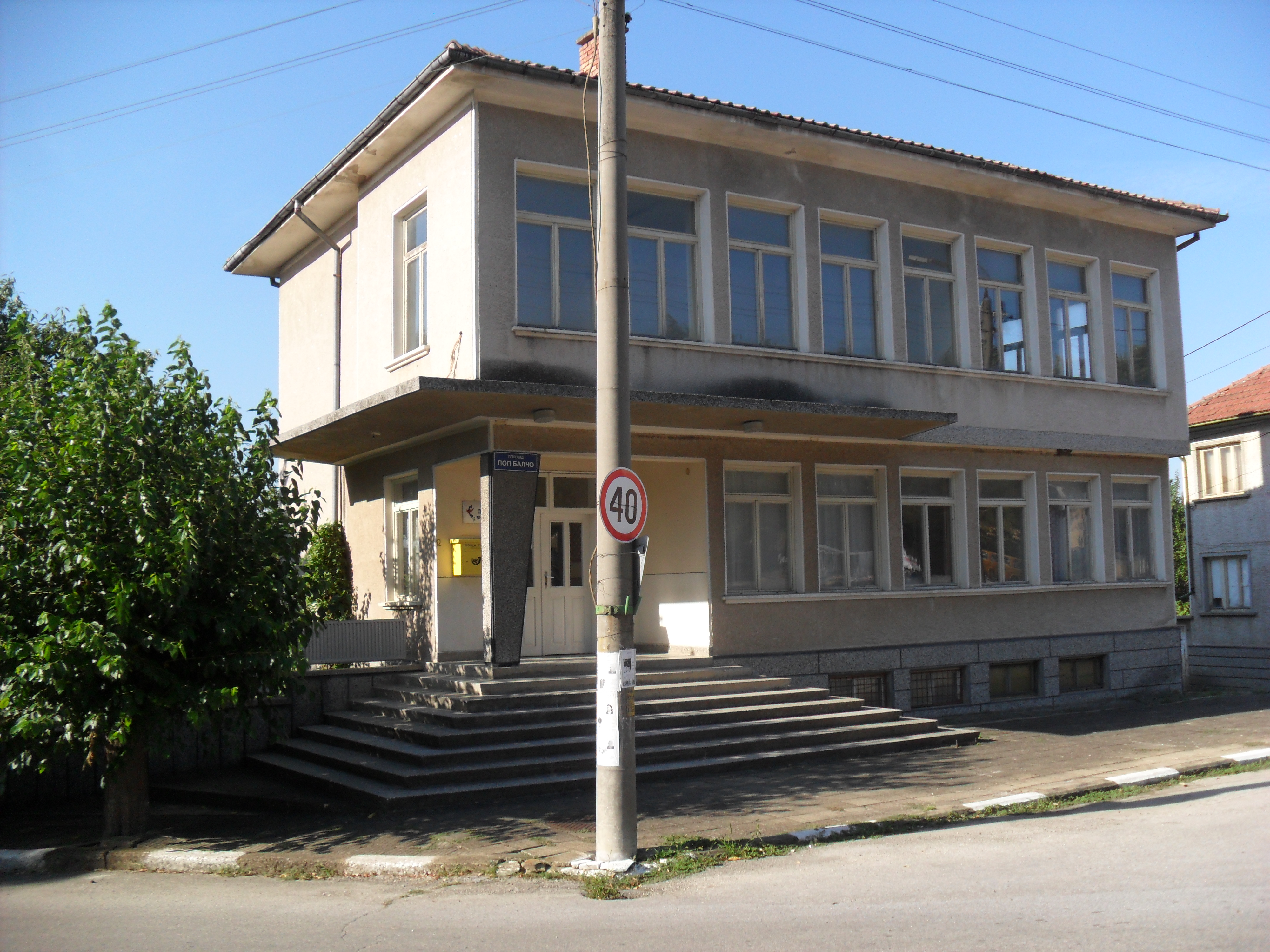
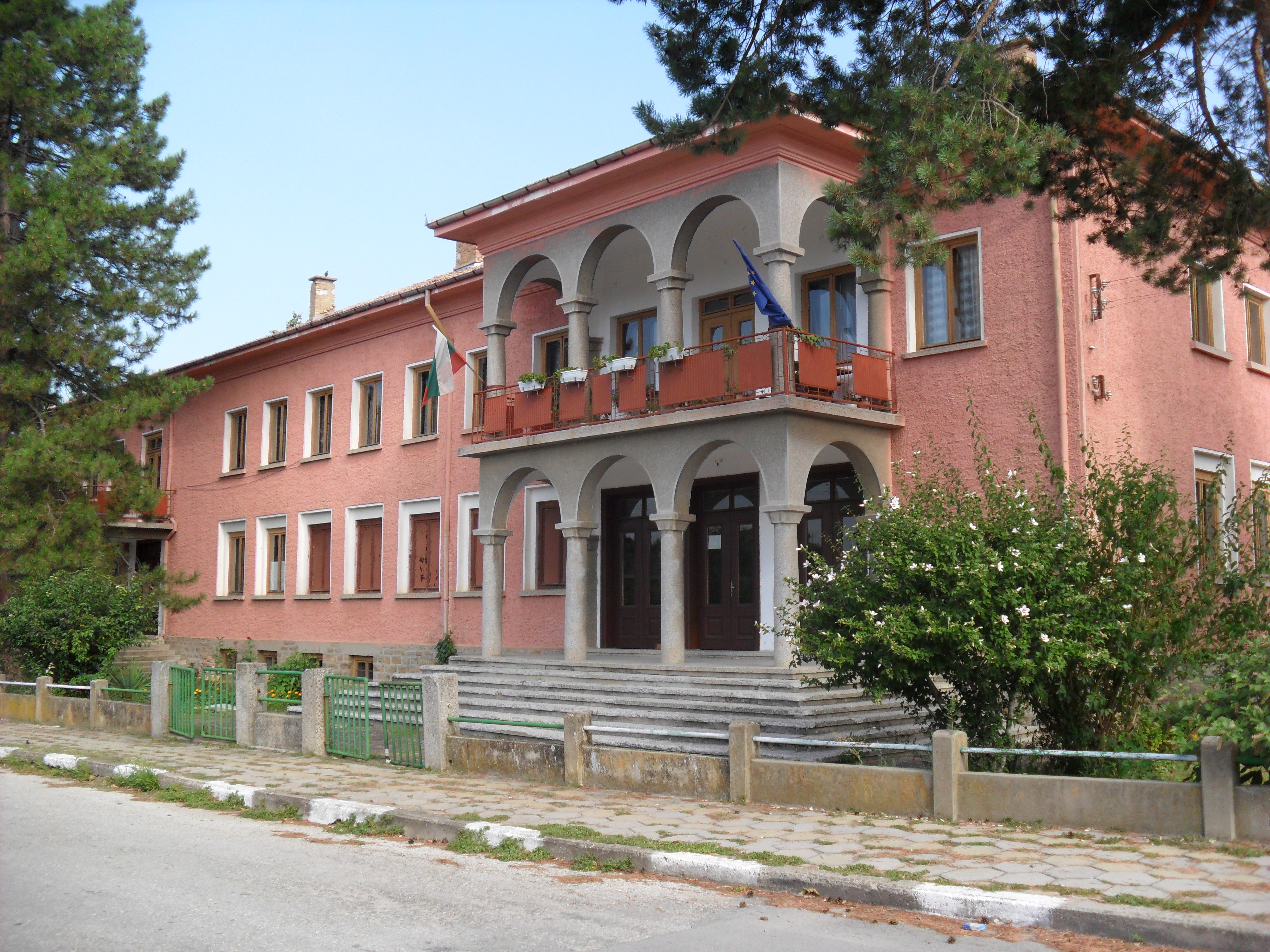
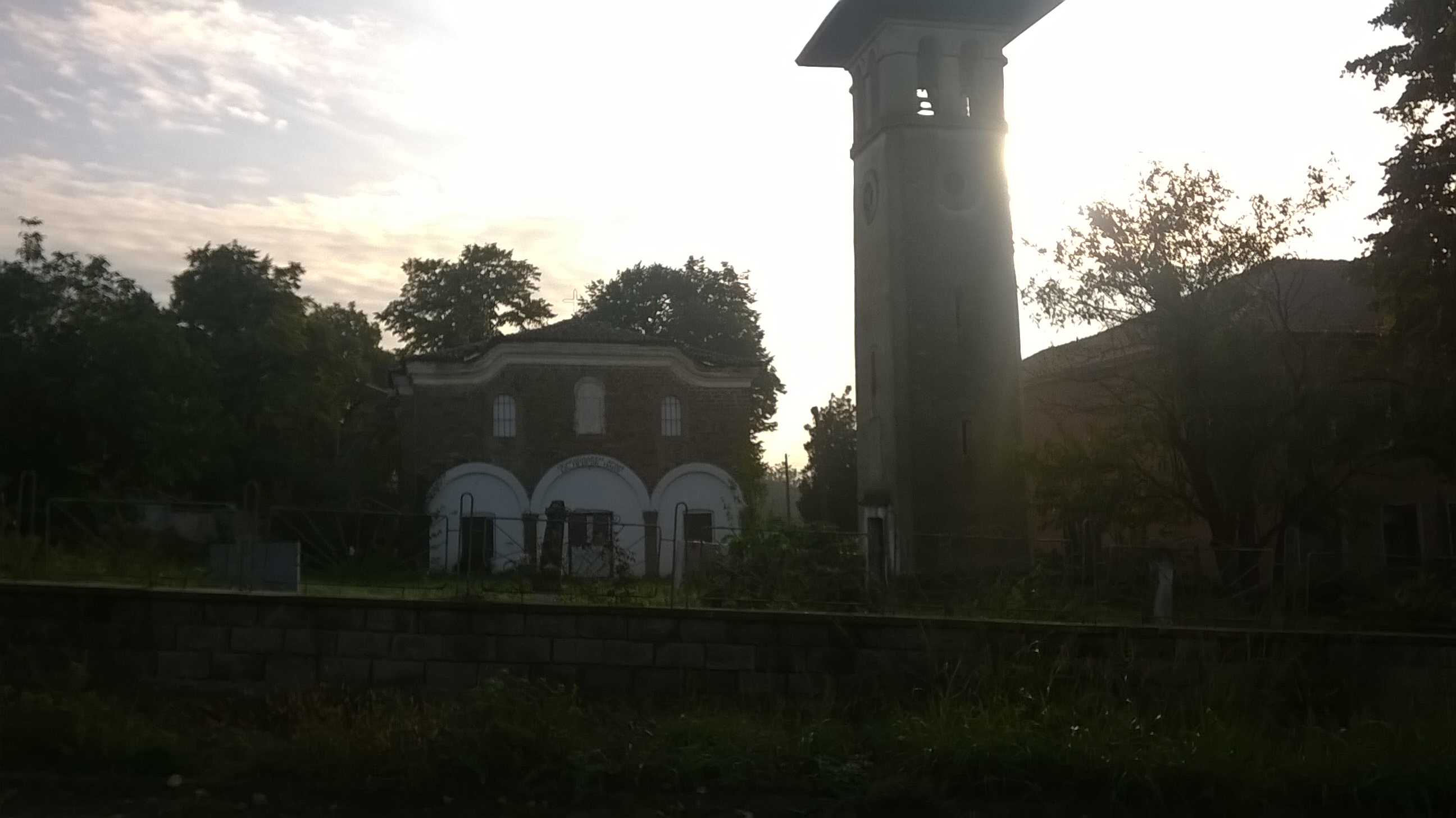
东正教
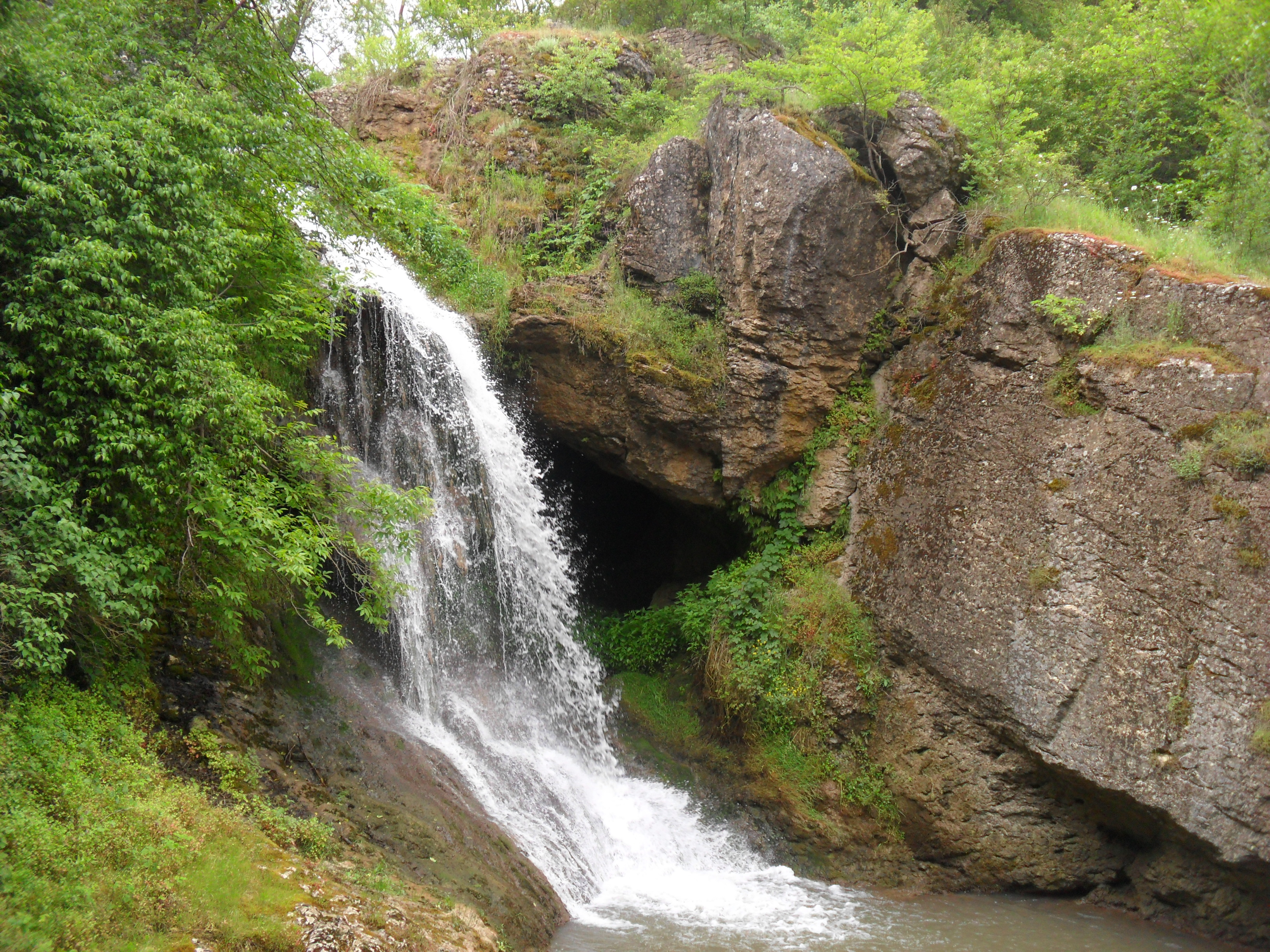